# Brun nållav
Brun nållav (Chaenotheca phaeocephala) är en lavart som först beskrevs av Turner, och fick sitt nu gällande namn av Theodor 'Thore' Magnus Fries. Brun nållav ingår i släktet Chaenotheca och familjen Coniocybaceae.  Arten är reproducerande i Sverige. Inga underarter finns listade i Catalogue of Life.